# Glenoleon maculatus
Glenoleon maculatus är en insektsart som beskrevs av Tim R. New 1985. Glenoleon maculatus ingår i släktet Glenoleon och familjen myrlejonsländor. Inga underarter finns listade i Catalogue of Life.